# Turmhügel Eyb
Die Burg Eyb ist eine Motte der Herren von Eyb südöstlich des Ortsteils Eyb der Stadt Ansbach im Winkel zwischen Eichenbach und Fränkischer Rezat.
Die Burg wird in den Schriftquellen nie ausdrücklich erwähnt. Sie scheint schon frühzeitig aufgegeben worden zu sein. 1438 erwarb Martin von Eyb ein Gut auf dem Burgstall, die Burg muss somit damals schon abgegangen gewesen sein. Von der Burg ist nur noch der deformierte Turmhügel zu sehen. Es ist überliefert, dass um 1800 noch ein Wall existiert haben soll.